# جيم هندرسون
جيم هندرسون هو سياسي كندي، ولد في 7 أغسطس 1940 في غريتر سودبوري في كندا. حزبياً، نشط في الحزب الليبرالي في أونتاريو ‏. وقد انتخب عضو برلمان مقاطعة أونتاريو.